# Noah Loosli
Noah Loosli (Brugg, 1997. január 23. –) svájci korosztályos válogatott labdarúgó, a német Bochum hátvédje.

## Pályafutása

### Klubcsapatokban
Loosli a svájci Brugg városában született. Az ifjúsági pályafutását a Windisch csapatában kezdte, majd a Grasshoppers akadémiájánál folytatta.
2016-ban mutatkozott be a Grasshoppers első osztályban szereplő felnőtt keretében. 2016 és 2018 között a Wohlen és a Schaffhausen csapatát erősítette kölcsönben. 2018-ban a Lausanne-Sporthoz igazolt. 2021-ben visszatért a Grasshoppershez. Először a 2021. augusztus 29-ei, Servette ellen 1–1-es döntetlennel zárult mérkőzés 77. percében, Georg Margreitter lépett pályára. Első gólját 2022. május 19-én, St. Gallen ellen hazai pályán 3–2-re megnyert találkozón szerezte meg. 2023. július 1-jén szerződést kötött a német első osztályban érdekelt Bochum együttesével.

### A válogatottban
Loosli az U16-ostól az U21-esig minden korosztályos válogatottban képviselte Svájcot.

## Statisztika
2023. május 29. szerint.
| Klub                      | Szezon   | Bajnokság              | Bajnokság | Bajnokság | Kupa  | Kupa  | Nemzetközi | Nemzetközi | Összesen | Összesen |
| Klub                      | Szezon   | Bajnokság              | Mérk.     | Gólok     | Mérk. | Gólok | Mérk.      | Gólok      | Mérk.    | Gólok    |
| ------------------------- | -------- | ---------------------- | --------- | --------- | ----- | ----- | ---------- | ---------- | -------- | -------- |
| Grasshoppers              | 2015–16  | Swiss Super League     | 1         | 0         | 0     | 0     | —          | —          | 1        | 0        |
| Wohlen (kölcsönben)       | 2016–17  | Swiss Challenge League | 19        | 1         | 0     | 0     | —          | —          | 19       | 1        |
| Schaffhausen (kölcsönben) | 2017–18  | Swiss Challenge League | 12        | 0         | 0     | 0     | —          | —          | 12       | 0        |
| Lausanne-Sport            | 2017–18  | Swiss Super League     | 14        | 0         | 0     | 0     | —          | —          | 14       | 0        |
| Lausanne-Sport            | 2018–19  | Swiss Challenge League | 21        | 4         | 0     | 0     | —          | —          | 21       | 4        |
| Lausanne-Sport            | 2019–20  | Swiss Challenge League | 24        | 2         | 3     | 0     | —          | —          | 27       | 2        |
| Lausanne-Sport            | 2020–21  | Swiss Super League     | 32        | 1         | 1     | 0     | —          | —          | 33       | 1        |
| Lausanne-Sport            | Összesen | Összesen               | 91        | 7         | 4     | 0     | 0          | 0          | 95       | 7        |
| Grasshoppers              | 2021–22  | Swiss Super League     | 24        | 1         | 1     | 0     | —          | —          | 25       | 1        |
| Grasshoppers              | 2022–23  | Swiss Super League     | 30        | 1         | 1     | 0     | —          | —          | 31       | 1        |
| Grasshoppers              | Összesen | Összesen               | 54        | 2         | 2     | 0     | 0          | 0          | 56       | 2        |
| Összesen                  | Összesen | Összesen               | 177       | 10        | 6     | 0     | 0          | 0          | 183      | 10       |

## Sikerei, díjai
Lausanne-Sport
- Swiss Challenge League
  - Feljutó (1): 2019–20